# Dagny Schjelderup
Dagny Sylvia Schjelderup (* 28. August 1890 in Bergen (Norwegen); † 16. Januar 1959 in Grimstad) war eine norwegische Schauspielerin und Opernsängerin.
Schjelderup war Tochter des Kaufmanns Hagbart Schjelderup und der Marie Kramer. Sie war erstmals ab 1910 mit dem Konzertmeister Victor Schuster verheiratet. Die Ehe wurde aufgelöst und sie war von 1921 bis 1934 in zweiter Ehe mit Konsul Thorleif Paus und in dritter Ehe mit dem Goldschmied Johan Klevenberg verheiratet.
Dagny Schjelderup studierte ab 1909 an der Nationalen Bühne in ihrer Heimatstadt Bergen. Dort war sie bis 1915 engagiert, bevor sie ins Ausland reiste und ihre Gesangsausbildung auch in Deutschland fortsetzte. Sie studierte unter anderem bei Ignaz Neumark.
Schjelderup gab ihr Debüt als Konzertsängerin in Kristiania am 13. November 1917, als sie und das Orchester des Nationaltheaters unter der Leitung von Johan Halvorsen Arien aus Cavalleria rusticana, La Bohème und Tosca aufführten. Ab 1919 war sie mit der Opera Comique in Kristiania verbunden. Von April bis Mai 1923 trat sie als Eurydike in der Operette Orpheus in der Unterwelt an der Nationalen Bühne auf. Später trat sie auf einer Tournee des norwegischen Opernverbandes auf. Ab 1929 war sie  am Nationaltheater fest engagiert.